# Prefissi ITU
I prefissi radio-telecomunicazioni ITU sono prefissi utilizzati dalla International Amateur Radio Union (IARU) per classificare e definire i diversi paesi e territori, e per le trasmissioni fra radioamatori. 
Segue le direttive stabilite dall'Unione internazionale delle telecomunicazioni, agenzia delle Nazioni Unite che coordina le frequenze radio del mondo utilizzate da tutte le stazioni radio.
L'Unione internazionale delle telecomunicazioni (ITU) assegna l'identificativo prefissi (indicativo di chiamata) per stazioni radio e televisive di tutti i tipi. 
Forma altresì la base, anche se non corrisponde esattamente alla lettera, all'identificativo del Codice di registrazione degli aeromobili. 
Questi prefissi sono concordati a livello internazionale e sono una forma di codice del Paese (codici nazionali). 
Un identificativo di chiamata può essere composto da qualsiasi numero di lettere e numeri, ma ogni paese deve utilizzare solo segnali di chiamata che iniziano con i caratteri assegnati per l'uso in quel paese.
Alcuni paesi non si conformano pienamente a queste regole. 
L'Australian broadcast stations ha ufficialmente, ma non lo usa, il prefisso VL, e il Canada usa il CB del Cile per le proprie stazioni Canadian Broadcasting Corporation. 
Questo in base ad un accordo speciale col governo del Cile, al quale è ufficialmente assegnato il prefisso CB.
Con riguardo alla seconda e/o terza lettera nei prefissi nella lista qui sotto, se al paese in questione vengono assegnati tutti gli identificativi call sign dalla A alla Z in quella posizione, quel paese può anche utilizzare segnali di chiamata con i numeri da 0 a 9, in quella posizione.
Ad esempio, agli Stati Uniti è assegnato KA–KZ, e pertanto possono anche utilizzare i prefissi come KW0 o K1.
Molti grandi paesi hanno a loro volta regole interne su come e dove specifici sottoinsiemi dei loro nominativi possono essere utilizzati (ad esempio XE del Messico riguardante AM e XH per radio FM e trasmissioni televisive), che non sono indicati qui.

## Prefissi identificativi non assegnati e non disponibili
Non assegnati: I seguenti prefissi identificativi sono disponibili per future assegnazioni dall'ITU. 
(x rappresenta qualsiasi lettera; n rappresenta qualsiasi numero da 2 a 9)
- E8, E9, H5, J9, On, S4, T9*, Un, V9, Xn, YZ*, Z4–Z9, 4N*.

(* Indica un prefisso che recentemente è stato restituito all'ITU.)
Non disponibile: Sotto le presenti linee guida ITU i seguenti prefissi identificativo non sono attribuiti . 
Sono a volte utilizzati ufficiosamente, come da radioamatori che operano in un territorio conteso o in uno stato-nazione che non ha alcun prefisso ufficiale (ad esempio S0 nel Sahara occidentale o la stazione 1A0 presso la sede dei Cavalieri di Malta a Roma). 
(x rappresenta qualsiasi lettera; n rappresenta qualsiasi numero da 2 a 9)
- nn, x0, x1, 0x, 1x, Qx.
- nessun prefisso che comincia con Q è usato — potrebbe essere confuso con il Codice Q.
- nessun prefisso col numero 1 o 0 è usato— potrebbe essere confuso con le lettere I or O.
- prefissi di due cifre (nn) non sono ancora considerati dall'ITU.

## Tabella di allocazione della serie degli identificativi internazionali
| Serie di Identificativi Call Sign    | Assegnati a                                                                                |
| A                                    |                                                                                            |
| AA–AL                                | Stati Uniti d'America                                                                      |
| AM–AO                                | Spagna                                                                                     |
| AP–AS                                | Pakistan                                                                                   |
| AT–AW                                | India                                                                                      |
| AX                                   | Australia                                                                                  |
| AY–AZ                                | Argentina                                                                                  |
| A2                                   | Botswana                                                                                   |
| A3                                   | Tonga                                                                                      |
| A4                                   | Oman                                                                                       |
| A5                                   | Bhutan                                                                                     |
| A6                                   | Emirati Arabi Uniti                                                                        |
| A7                                   | Qatar                                                                                      |
| A8                                   | Liberia                                                                                    |
| A9                                   | Bahrein                                                                                    |
| B                                    |                                                                                            |
| B                                    | Cina                                                                                       |
| B (BM-BO, BP, BQ, BU, BV, BW, BX)    | Taiwan                                                                                     |
| C                                    |                                                                                            |
| CA–CE                                | Cile                                                                                       |
| CF–CK                                | Canada                                                                                     |
| CL–CM                                | Cuba                                                                                       |
| CN                                   | Marocco                                                                                    |
| CO                                   | Cuba                                                                                       |
| CP                                   | Bolivia                                                                                    |
| CQ–CU                                | Portogallo                                                                                 |
| CV–CX                                | Uruguay                                                                                    |
| CY–CZ                                | Canada                                                                                     |
| C2                                   | Nauru                                                                                      |
| C3                                   | Andorra                                                                                    |
| C4                                   | Cipro                                                                                      |
| C5                                   | Gambia                                                                                     |
| C6                                   | Bahamas                                                                                    |
| C7                                   | Organizzazione Meteorologica Mondiale                                                      |
| C8–C9                                | Mozambico                                                                                  |
| D                                    |                                                                                            |
| DA–DR                                | Germania                                                                                   |
| DS–DT                                | Corea del Sud                                                                              |
| DU–DZ                                | Filippine                                                                                  |
| D2–D3                                | Angola                                                                                     |
| D4                                   | Capo Verde                                                                                 |
| D5                                   | Liberia                                                                                    |
| D6                                   | Comore                                                                                     |
| D7–D9                                | Corea del Sud                                                                              |
| E                                    |                                                                                            |
| EA–EH                                | Spagna                                                                                     |
| EI–EJ                                | Irlanda                                                                                    |
| EK                                   | Armenia                                                                                    |
| EL                                   | Liberia                                                                                    |
| EM–EO                                | Ucraina                                                                                    |
| EP–EQ                                | Iran                                                                                       |
| ER                                   | Moldavia                                                                                   |
| ES                                   | Estonia                                                                                    |
| ET                                   | Etiopia                                                                                    |
| EU–EW                                | Bielorussia                                                                                |
| EX                                   | Kirghizistan                                                                               |
| EY                                   | Tagikistan                                                                                 |
| EZ                                   | Turkmenistan                                                                               |
| E2                                   | Thailandia                                                                                 |
| E3                                   | Eritrea                                                                                    |
| E4                                   | Autorità Nazionale Palestinese                                                             |
| E5                                   | Isole Cook                                                                                 |
| E6                                   | Niue                                                                                       |
| E7                                   | Bosnia ed Erzegovina                                                                       |
| F                                    |                                                                                            |
| F                                    | Francia (compresa la Francia d'oltremare)                                                  |
| G                                    |                                                                                            |
| G                                    | Regno Unito (e i suoi Territori britannici d'oltremare/Dipendenza della Corona britannica) |
| H                                    |                                                                                            |
| HA                                   | Ungheria                                                                                   |
| HB                                   | Svizzera                                                                                   |
| HB (HB0, HB3Y, HBL)                  | Liechtenstein (usa prefissi assegnati alla Svizzera)                                       |
| HC–HD                                | Ecuador                                                                                    |
| HE                                   | Svizzera                                                                                   |
| HF                                   | Polonia                                                                                    |
| HG                                   | Ungheria                                                                                   |
| HH                                   | Haiti                                                                                      |
| HI                                   | Repubblica Dominicana                                                                      |
| HJ–HK                                | Colombia                                                                                   |
| HL                                   | Corea del Sud                                                                              |
| HM                                   | Corea del Nord                                                                             |
| HN                                   | Iraq                                                                                       |
| HO–HP                                | Panama                                                                                     |
| HQ–HR                                | Honduras                                                                                   |
| HS                                   | Thailandia                                                                                 |
| HT                                   | Nicaragua                                                                                  |
| HU                                   | El Salvador                                                                                |
| HV                                   | Città del Vaticano                                                                         |
| HW–HY                                | Francia (compresa la Francia d'oltremare)                                                  |
| HZ                                   | Arabia Saudita                                                                             |
| H2                                   | Cipro                                                                                      |
| H3                                   | Panama                                                                                     |
| H4                                   | Isole Salomone                                                                             |
| H6–H7                                | Nicaragua                                                                                  |
| H8–H9                                | Panama                                                                                     |
| I                                    |                                                                                            |
| I                                    | Italia                                                                                     |
| J                                    |                                                                                            |
| JA–JS                                | Giappone                                                                                   |
| JT–JV                                | Mongolia                                                                                   |
| JW–JX                                | Norvegia                                                                                   |
| JY                                   | Giordania                                                                                  |
| JZ                                   | Indonesia                                                                                  |
| J2                                   | Gibuti                                                                                     |
| J3                                   | Grenada                                                                                    |
| J4                                   | Grecia                                                                                     |
| J5                                   | Guinea-Bissau                                                                              |
| J6                                   | Saint Lucia                                                                                |
| J7                                   | Dominica                                                                                   |
| J8                                   | Saint Vincent e Grenadine                                                                  |
| K                                    |                                                                                            |
| K                                    | Stati Uniti d'America                                                                      |
| L                                    |                                                                                            |
| LA–LN                                | Norvegia                                                                                   |
| LO–LW                                | Argentina                                                                                  |
| LX                                   | Lussemburgo                                                                                |
| LY                                   | Lituania                                                                                   |
| LZ                                   | Bulgaria                                                                                   |
| L2–L9                                | Argentina                                                                                  |
| M                                    |                                                                                            |
| M                                    | Regno Unito (e i suoi Territori britannici d'oltremare/Dipendenza della Corona britannica) |
| N                                    |                                                                                            |
| N                                    | Stati Uniti d'America                                                                      |
| O                                    |                                                                                            |
| OA–OC                                | Perù                                                                                       |
| OD                                   | Libano                                                                                     |
| OE                                   | Austria                                                                                    |
| OF–OJ                                | Finlandia                                                                                  |
| OK–OL                                | Repubblica Ceca                                                                            |
| OM                                   | Slovacchia                                                                                 |
| ON–OT                                | Belgio                                                                                     |
| OU–OZ                                | Danimarca                                                                                  |
| P                                    |                                                                                            |
| PA–PI                                | Paesi Bassi                                                                                |
| PJ                                   | Paesi Bassi — Antille Olandesi                                                             |
| PK–PO                                | Indonesia                                                                                  |
| PP–PY                                | Brasile                                                                                    |
| PZ                                   | Suriname                                                                                   |
| P2                                   | Papua Nuova Guinea                                                                         |
| P3                                   | Cipro                                                                                      |
| P4                                   | Aruba                                                                                      |
| P5–P9                                | Corea del Nord                                                                             |
| Q                                    |                                                                                            |
| Non esistono prefissi con iniziale Q |                                                                                            |
| R                                    |                                                                                            |
| R                                    | Russia                                                                                     |
| S                                    |                                                                                            |
| SA–SM                                | Svezia                                                                                     |
| SN–SR                                | Polonia                                                                                    |
| SSA–SSM                              | Egitto                                                                                     |
| SSN–STZ                              | Sudan                                                                                      |
| SU                                   | Egitto                                                                                     |
| SV–SZ                                | Grecia                                                                                     |
| S2–S3                                | Bangladesh                                                                                 |
| S5                                   | Slovenia                                                                                   |
| S6                                   | Singapore                                                                                  |
| S7                                   | Seychelles                                                                                 |
| S8                                   | Sudafrica                                                                                  |
| S9                                   | São Tomé e Príncipe                                                                        |
| T                                    |                                                                                            |
| TA–TC                                | Turchia                                                                                    |
| TD                                   | Guatemala                                                                                  |
| TE                                   | Costa Rica                                                                                 |
| TF                                   | Islanda                                                                                    |
| TG                                   | Guatemala                                                                                  |
| TH                                   | Francia (compresa la Francia d'oltremare)                                                  |
| TI                                   | Costa Rica                                                                                 |
| TJ                                   | Camerun                                                                                    |
| TK                                   | Corsica                                                                                    |
| TL                                   | Repubblica Centrafricana                                                                   |
| TM                                   | Francia (compresa la Francia d'oltremare)                                                  |
| TN                                   | Repubblica del Congo                                                                       |
| TO–TQ                                | Francia (compresa la Francia d'oltremare)                                                  |
| TR                                   | Gabon                                                                                      |
| TS                                   | Tunisia                                                                                    |
| TT                                   | Ciad                                                                                       |
| TU                                   | Costa d'Avorio                                                                             |
| TV–TX                                | Francia (compresa la Francia d'oltremare)                                                  |
| TY                                   | Benin                                                                                      |
| TZ                                   | Mali                                                                                       |
| T2                                   | Tuvalu                                                                                     |
| T3                                   | Kiribati                                                                                   |
| T4                                   | Cuba                                                                                       |
| T5                                   | Somalia                                                                                    |
| T6                                   | Afghanistan                                                                                |
| T7                                   | San Marino                                                                                 |
| T8                                   | Palau                                                                                      |
| T9                                   | (T9 restituita all'ITU il 7 agosto 2007. Bosnia ed Erzegovina ora è E7)                    |
| U                                    |                                                                                            |
| UA–UI                                | Russia                                                                                     |
| UJ–UM                                | Uzbekistan                                                                                 |
| UN–UQ                                | Kazakistan                                                                                 |
| UR–UZ                                | Ucraina                                                                                    |
| V                                    |                                                                                            |
| VA–VG                                | Canada                                                                                     |
| VH–VN                                | Australia                                                                                  |
| VO                                   | Canada                                                                                     |
| VP–VQ                                | Regno Unito (e i suoi Territori britannici d'oltremare/Dipendenza della Corona britannica) |
| VR                                   | Cina — Hong Kong                                                                           |
| VS                                   | Regno Unito                                                                                |
| VT–VW                                | India                                                                                      |
| VX–VY                                | Canada                                                                                     |
| VZ                                   | Australia                                                                                  |
| V2                                   | Antigua e Barbuda                                                                          |
| V3                                   | Belize                                                                                     |
| V4                                   | Saint Kitts e Nevis                                                                        |
| V5                                   | Namibia                                                                                    |
| V6                                   | Micronesia                                                                                 |
| V7                                   | Isole Marshall                                                                             |
| V8                                   | Brunei                                                                                     |
| W                                    |                                                                                            |
| W                                    | Stati Uniti d'America                                                                      |
| X                                    |                                                                                            |
| XA–XI                                | Messico                                                                                    |
| XJ–XO                                | Canada                                                                                     |
| XP                                   | Danimarca                                                                                  |
| XQ–XR                                | Cile                                                                                       |
| XS                                   | Cina                                                                                       |
| XT                                   | Burkina Faso                                                                               |
| XU                                   | Cambogia                                                                                   |
| XV                                   | Vietnam                                                                                    |
| XW                                   | Laos                                                                                       |
| XX                                   | Cina — Macao                                                                               |
| XY–XZ                                | Birmania                                                                                   |
| Y                                    |                                                                                            |
| YA                                   | Afghanistan                                                                                |
| YB–YH                                | Indonesia                                                                                  |
| YI                                   | Iraq                                                                                       |
| YJ                                   | Vanuatu                                                                                    |
| YK                                   | Siria                                                                                      |
| YL                                   | Lettonia                                                                                   |
| YM                                   | Turchia                                                                                    |
| YN                                   | Nicaragua                                                                                  |
| YO–YR                                | Romania                                                                                    |
| YS                                   | El Salvador                                                                                |
| YT–YU                                | Serbia                                                                                     |
| YV–YY                                | Venezuela                                                                                  |
| Y2–Y9                                | Germania                                                                                   |
| Z                                    |                                                                                            |
| ZA                                   | Albania                                                                                    |
| ZB–ZJ                                | Regno Unito (e i suoi Territori britannici d'oltremare/Dipendenza della Corona britannica) |
| ZK–ZM                                | Nuova Zelanda                                                                              |
| ZN–ZO                                | Regno Unito (e i suoi Territori britannici d'oltremare/Dipendenza della Corona britannica) |
| ZP                                   | Paraguay                                                                                   |
| ZQ                                   | Regno Unito (e i suoi Territori britannici d'oltremare/Dipendenza della Corona britannica) |
| ZR–ZU                                | Sudafrica                                                                                  |
| ZV–ZZ                                | Brasile                                                                                    |
| Z2                                   | Zimbabwe                                                                                   |
| Z3                                   | Macedonia del Nord                                                                         |
| Z6                                   | Kosovo                                                                                     |
| Z8                                   | Sudan del Sud                                                                              |
| 2                                    |                                                                                            |
| 2                                    | Regno Unito (e i suoi British overseas territories/Dipendenza della Corona britannica)     |
| 3                                    |                                                                                            |
| 3A                                   | Monaco                                                                                     |
| 3B                                   | Mauritius                                                                                  |
| 3C                                   | Guinea Equatoriale                                                                         |
| 3D-A–3D-M                            | Swaziland                                                                                  |
| 3D-N–3D-Z                            | Figi                                                                                       |
| 3E–3F                                | Panama                                                                                     |
| 3G                                   | Cile                                                                                       |
| 3H–3U                                | Cina                                                                                       |
| 3V                                   | Tunisia                                                                                    |
| 3W                                   | Vietnam                                                                                    |
| 3X                                   | Guinea                                                                                     |
| 3Y                                   | Norvegia                                                                                   |
| 3Z                                   | Polonia                                                                                    |
| 4                                    |                                                                                            |
| 4A–4C                                | Messico                                                                                    |
| 4D–4I                                | Filippine                                                                                  |
| 4J–4K                                | Azerbaigian                                                                                |
| 4L                                   | Georgia                                                                                    |
| 4M                                   | Venezuela                                                                                  |
| 4O                                   | Montenegro                                                                                 |
| 4P–4S                                | Sri Lanka                                                                                  |
| 4T                                   | Perù                                                                                       |
| 4U                                   | Nazioni Unite                                                                              |
| 4V                                   | Haiti                                                                                      |
| 4W                                   | Timor Est                                                                                  |
| 4X                                   | Israele                                                                                    |
| 4Y                                   | International Civil Aviation Organization                                                  |
| 4Z                                   | Israele                                                                                    |
| 5                                    |                                                                                            |
| 5A                                   | Libia                                                                                      |
| 5B                                   | Cipro                                                                                      |
| 5C–5G                                | Marocco                                                                                    |
| 5H–5I                                | Tanzania                                                                                   |
| 5J–5K                                | Colombia                                                                                   |
| 5L–5M                                | Liberia                                                                                    |
| 5N–5O                                | Nigeria                                                                                    |
| 5P–5Q                                | Danimarca                                                                                  |
| 5R–5S                                | Madagascar                                                                                 |
| 5T                                   | Mauritania                                                                                 |
| 5U                                   | Niger                                                                                      |
| 5V                                   | Togo                                                                                       |
| 5W                                   | Samoa Occidentali                                                                          |
| 5X                                   | Uganda                                                                                     |
| 5Y–5Z                                | Kenya                                                                                      |
| 6                                    |                                                                                            |
| 6A–6B                                | Egitto                                                                                     |
| 6C                                   | Siria                                                                                      |
| 6D–6J                                | Messico                                                                                    |
| 6K–6N                                | Corea del Sud                                                                              |
| 6O                                   | Somalia                                                                                    |
| 6P–6S                                | Pakistan                                                                                   |
| 6T–6U                                | Sudan                                                                                      |
| 6V–6W                                | Senegal                                                                                    |
| 6X                                   | Madagascar                                                                                 |
| 6Y                                   | Giamaica                                                                                   |
| 6Z                                   | Liberia                                                                                    |
| 7                                    |                                                                                            |
| 7A–7I                                | Indonesia                                                                                  |
| 7J–7N                                | Giappone                                                                                   |
| 7O                                   | Yemen                                                                                      |
| 7P                                   | Lesotho                                                                                    |
| 7Q                                   | Malawi                                                                                     |
| 7R                                   | Algeria                                                                                    |
| 7S                                   | Svezia                                                                                     |
| 7T–7Y                                | Algeria                                                                                    |
| 7Z                                   | Arabia Saudita                                                                             |
| 8                                    |                                                                                            |
| 8A–8I                                | Indonesia                                                                                  |
| 8J–8N                                | Giappone                                                                                   |
| 8O                                   | Botswana                                                                                   |
| 8P                                   | Barbados                                                                                   |
| 8Q                                   | Maldive                                                                                    |
| 8R                                   | Guyana                                                                                     |
| 8S                                   | Svezia                                                                                     |
| 8T–8Y                                | India                                                                                      |
| 8Z                                   | Arabia Saudita                                                                             |
| 9                                    |                                                                                            |
| 9A                                   | Croazia                                                                                    |
| 9B–9D                                | Iran                                                                                       |
| 9E–9F                                | Etiopia                                                                                    |
| 9G                                   | Ghana                                                                                      |
| 9H                                   | Malta                                                                                      |
| 9I–9J                                | Zambia                                                                                     |
| 9K                                   | Kuwait                                                                                     |
| 9L                                   | Sierra Leone                                                                               |
| 9M                                   | Malaysia                                                                                   |
| 9N                                   | Nepal                                                                                      |
| 9O–9T                                | Repubblica Democratica del Congo                                                           |
| 9U                                   | Burundi                                                                                    |
| 9V                                   | Singapore                                                                                  |
| 9W                                   | Malaysia                                                                                   |
| 9X                                   | Ruanda                                                                                     |
| 9Y–9Z                                | Trinidad e Tobago                                                                          |